# Cerro San Luis Obispo
Il Cerro San Luis Obispo, conosciuto anche come Cerro San Luis, è un neck, ossia un collo vulcanico, situato nei pressi della città californiana di San Luis Obispo, nella contea di San Luis Obispo. Il rilievo, famoso per i suoi percorsi adatti al trekking e alla mountain bike e spesso impropriamente chiamato "montagna di Madonna" o "montagna della Mission", fa parte della catena di neck chiamata Nine Sisters, che si estende tra Morro Bay e la cittadina di San Luis Obispo.

Appena sotto il fianco occidentale è presente un vasto pianoro con una foresta alla sua estremità orientale, caratteristica del lato orientale della formazione è invece la presenza di una grande "M" bianca creata dalla Mission Prep High School.

## Storia
Attorno al 1900, G. W. Chandler, un veterano della guerra civile americana che viveva sul colle, iniziò a piantarvi limoni ed aranci. Questi alberi, abbeverati da due sorgenti, ancora sopravviviono e il Lemon Grove Trail, alla base del Cerro San Luis Obispo, prende il proprio da questi boschetti (in inglese grove).
Nel 1958, Alex Madonna, un imprenditore locale, comprò un ranch di cui faceva parte una grande porzione del Cerro San Luis Obispo e costruì alla base di questo il famoso Madonna Inn.

## Attività
Come detto, sul Cerro San Luis Obispo è presente una gran quantità di percorsi adatti per il trekking o anche solo per il jogging, la famiglia Madonna, infatti, permette l'accesso alla sua parte di collina (che ne comprende anche la vetta) così come il comune di San Luis Obispo che, nell'ottobre 1996, ha aggiunto ai suoi 40 acri altri 75 acri acquistati dalla famiglia Maino.